# Jean Robieux
Jean Robieux (15 de octubre de 1925 en Jugon-les-Lacs - 14 de junio de 2012 en Châtenay-Malabry) fue un físico francés.
Fue graduado de la École Polytechnique (1946-1949), de la École nationale de l'aviation civile (1949-1951), doctor en ciencias por la Universidad de París y Maestría universitaria en ciencias del Instituto Tecnológico de California. Fue uno de los principales especialistas franceses en láser. Fue miembro de la Academia Francesa de Ciencias y de la Académie des technologies (Academia de Tecnologías).

## Fábricas
Jean Robieux es el responsable de descubrir el principio de control de la fusión láser en 1961 y de descubrir el principio de separación de isótopos por láser. Todas las contribuciones se resumen en su libro Interacciones con láser de alta potencia: separación de isótopos – control de fusión nuclear – creación selectiva de partículas elementales.

## Perdonar
- Oficial de la Legión de Honor (2020)